# Coll de Poses
El Coll de Poses és una collada situada a 697 metres d'altitud. Està situat en el límit dels termes municipals de Sant Feliu de Codines, de la comarca del Vallès Oriental i de Sant Quirze Safaja, de la del Moianès.

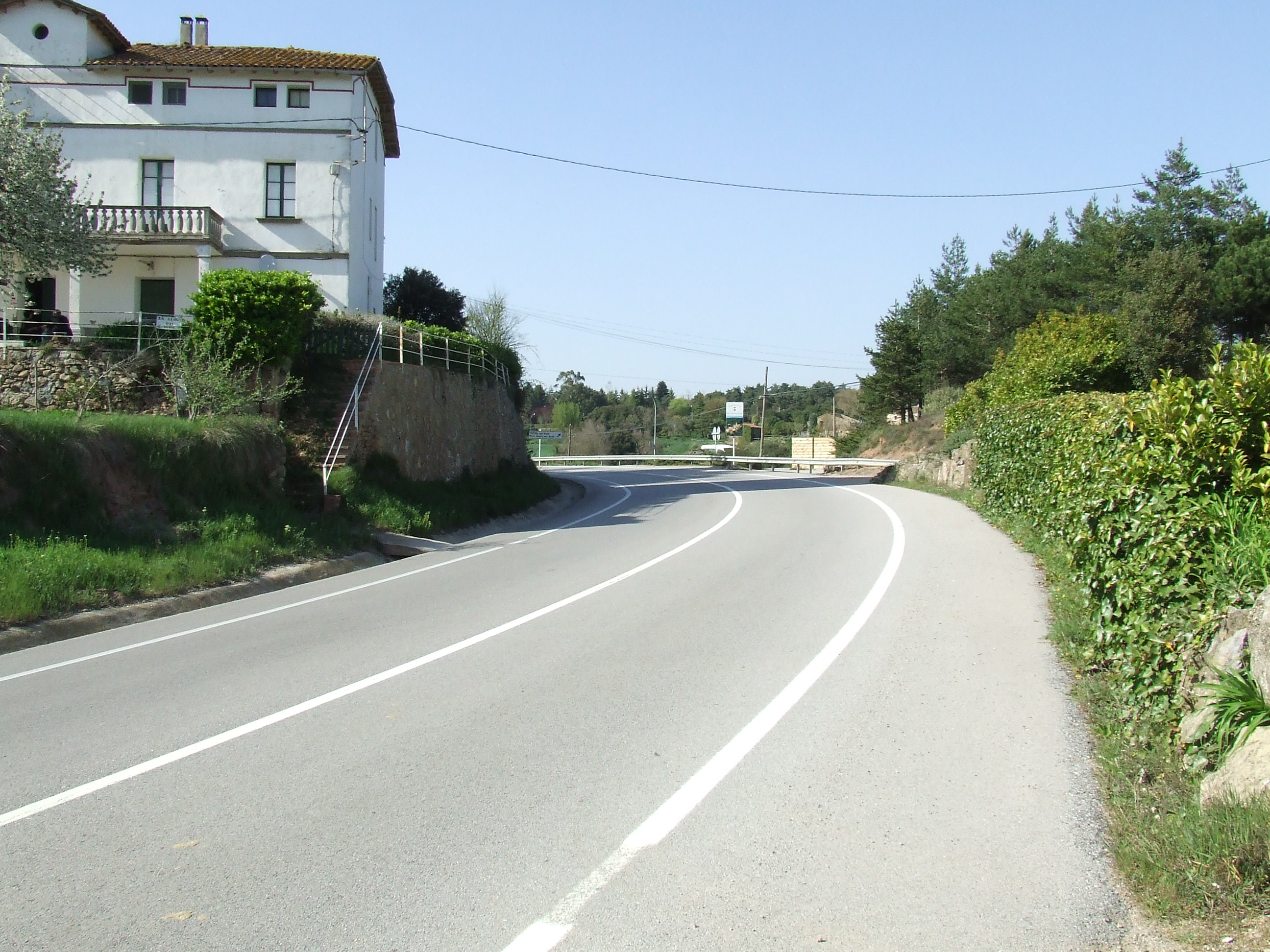
El coll, des del sud-est

Està situada en el punt quilomètric 26,1 de la carretera C-59, a llevant de la Masia Coll de Poses i a ponent de la urbanització dels Pinars del Badó. És, de fet, l'extrem oriental del Serrat del Maset.